# Хода князів

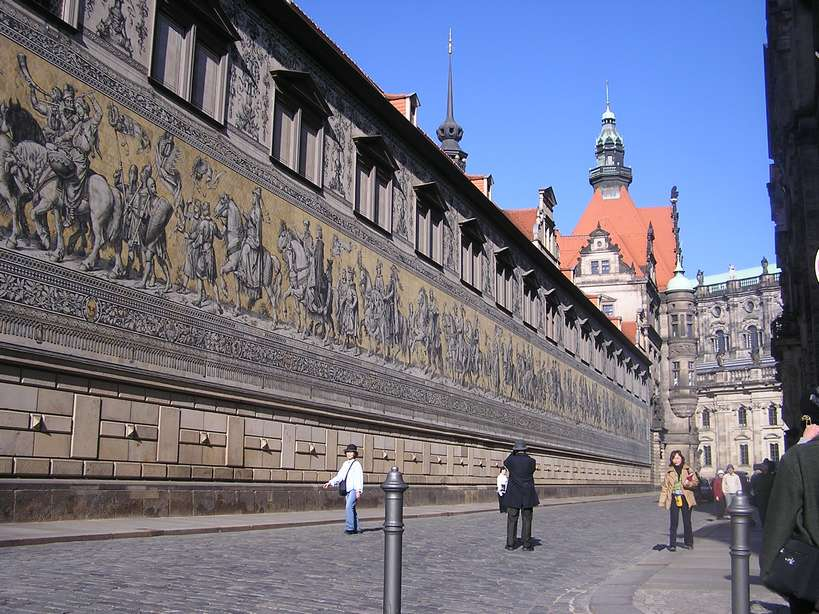

«Хода князів» («Княжа процесія», «Фюрстенцуг», нім. Fürstenzug) — знамените настінне плиткове панно з майсенської порцеляни, одна з визначних пам'яток Дрездена. Картина «Хода Князів» знаходиться на дрезденській вулиці Августштрассе із зовнішнього боку Кінного двору в комплексі Дрезденського замку-резиденції. Має в довжину 102 метри. Ця настінна фреска виконана в техніці сграффіто з 1872 по 1876 рік за дизайном Вільгельма Вальтера. У 1907 році картина, що погано зберігалася на відкритому повітрі, була перенесена на керамічну основу з близько 25,000, покладених безшовно, плиток Майсенскої порцеляни. Панно чудесним чином практично не постраждало під час бомбардувань Дрездена в кінці Другої світової війни: довелося замінити всього лише 200 плиток.

## Опис картини
На картині зображена урочиста кінна процесія, що відображає тисячолітню історію княжого дому Веттинів, що правив у Саксонії.
У лівій частині панно напис Ein Furstenstamm Dess Heldenlauf Reicht Bis Zu Unsern Tagen, In Grauer Vorzeit Ging Er Auf Mit Unsres Volkes Sagen, що у перекладі з німецької означає «Рід князів зі славою йде від часів сивої давнини до наших днів у народних переказах».
На початку процесії знаходяться герольди, сурмачі, прапороносці. Далі йдуть правителі.

### Правителі
1. Конрад Великий. Засновник династії Веттинів. Правив 1123–1156 роках. Маркграф Майсенський. У 1125 році отримав Королівський дозвіл на володіння Майсенським маркграфством.
2. Оттон Багатий. Правив 1156–1190 рр. Маркграф Майсенський. При ньому були вперше розроблені срібні копальні Фрейберга. Його статуя знаходиться на Ринковій площі Фрейберга.
3. Альбрехт Гордий. Правив 1190–1195 рр. Маркграф Майсенський.
4. Дітріх I Пригноблений. Правив 1197–1221 рр. Маркграф Майсенський. Старший брат Альбрехта Гордого, при спадкуванні престолу був обділений, тому отримав це прізвисько.
5. Генріх III Ясновельможний. Правив 1221–1288 рр. Маркграф Майсенський. При ньому відбувся розквіт дому Веттинів. Отримав у володіння ландграфство Тюрингія, включаючи пфальцграфство Саксонія. Побудований перший кам'яний міст через Ельбу.
6. Альбрехт II Негідний. Правив 1288–1307 рр. Маркграф Майсенський. Отримав прізвисько за постійні війни з батьком, братом і своїми синами від першого шлюбу.
7. Фрідріх I Вкушений. Правив 1307–1323 рр. Маркграф Майсенський. Своє прізвисько отримав тому, що його мати, Маргарита, дочка Імператора Фрідріха II Гогенштауфена, тікаючи від свого чоловіка (Альбрехта II), що жорстоко поводився з нею, при розставанні з сином під час судомних ридань вкусила йому щоку.
8. Фрідріх II Серйозний. Правив 1323–1349 рр. Маркграф Майсенський. Зять німецького короля Людвіга Баварського. Після його смерті отримав пропозицію німецької корони, але відмовився на користь Карла IV Люксембурга.
9. Фрідріх III Строгий. Правив 1349–1381 рр. Маркграф Майсенський.
10. Фрідріх I Войовничий. Правив як маркграф Майссенський у 1407–1428 рр, як курфюрст Саксонський у 1423–1428 рр. Також відомий як Фрідріх IV Сварливий, марграф Майсена. У 1409 році започаткував університет в Лейпцигу. У подяку за допомогу в боротьбі з гуситським рухом король Богемії Сигізмунд дарував йому Саксен-Віттенберзьке герцогство, що включало титул курфюрста і посада наслідного рейхсмаршала. В 1423 отримав титул герцога і курфюрста Саксонії, тому на картині зображений в шапці, накидці і з мечем курфюрста. Коли саксонське військо було знищене гуситами, а кероване Фрідріхом Імперське військо бігло при їхньому вигляді, Фрідріх від горя помер.
Далі на картині порядок чомусь порушений: номер 12 передує на картині номеру 11.
11. Фрідріх II Миролюбний. Правив 1428–1464 рр. Курфюрст Саксонії.
12. Ернст. Правив 1464–1486 роках разом з братом Альбрехтом. Курфюрст Саксонії. Побудував фортецю Альбрехтсбург в Майсені.
13. Альбрехт III Хоробрий. Правив у 1464–1485 роках разом з братом Ернстом як курфюрст Саксонії. У 1485 року володіння були розділені, що призвело до утворення двох ліній дому Веттинів — Ернестинської і Альбертинської. У 1486–1500 роках — Герцог Саксонський і маркграф Майсенський; резиденція в Дрездені.
Девізи вгорі:
«Слово Бога вічно» (лат. Verbum Domini Manet in Aeternum)
«Хвала тобі, Боже» (лат. Laus Tibi Deo)
«Віра моя — в Бога» (лат. Spes mea in Deo est).  Є також девізом Стародавнього і Прийнятого Шотландського Статуту масонів.
14. Фрідріх III Мудрий. Правив 1486–1525 рр. Курфюрст Саксонії. Резиденції у Віттенберзі і Торгау. Заснував університет у Віттенберзі в 1502 році, підтримував Реформацію і Мартіна Лютера, надав йому притулок у Вартбурзі.
15. Йоганн Твердий. Правив у 1525–1532 рр. Курфюрст Саксонії з Ернестинської лінії Вождь протестантської Шмалькальденської ліги.
16. Йоганн Фрідріх Великодушний. Правив 1532–1547 рр. Курфюрст Саксонії з Ернестинської лінії. Проживав у Віттенберзі і Торгау. Протестант, в 1547 році потрапив у полон до військ Імператора і втратив титул курфюрста і частину земель на користь Альбертинської лінії.
Девізи вгорі: 
«Хай буде благословенне ім'я Господнє» (нім. Der Name des Herrn sei gelobt). Біблія: Іов, 20-22
«Бог — моя допомога і порятунок» (нім. Gott is mein Helfer und Erretter). Біблія: Псалом 70
17. Георг I Бородатий. Правив 1500–1539 рр. Герцог Саксонії з Альбертинської лінії. Резиденція в Дрездені. Католик.
18. Генріх V Благочестивий. Правив 1539–1541 рр. Герцог Саксонії з Альбертинської лінії. Резиденція в Дрездені. Лютеранин.
Девізи вгорі: 
«Наприкінці перемагає добру справу» (нім. Endlich eberwindet die gute Sache)
«Початок мудрості — страх Господній» (нім. Die Furcht des Herrn ist er Weisheit Anfang). Біблія: Притч.9: 10
«Христос — мета мого життя» (нім. Christus meines Lebens Ziel)
19. Моріц. Правив 1541–1547 роках як герцог Саксонії, 1548–1553 роках як Курфюрст Саксонії. Резиденція в Дрездені. Успішно воював на боці католицького Імператора Карла V проти протестантських князів з Шмалькальденскої ліги. Отримав землі і титул курфюрста за свою службу. Зображений на монументі  у верхній частині бастіону на кінці тераси Брюля. Простягає меч Імператора своєму братові Августу.
20. Август. Правив 1553–1586 рр. Курфюрст Саксонії. Поклав основу колекції предметів наук і мистецтв в Дрезденському замку. Його називали «Батько Август» за досягнення у сфері економіки та управління країною, а також за те, що у нього було 15 дітей.
21. Крістіан I. Правив 1586–1591. Курфюрст Саксонії.
22. Крістіан II. Правив 1591–1611. Курфюрст Саксонії.
23. Йоганн Георг I. Правив 1611–1656 рр. Курфюрст Саксонії. У Тридцятирічній війні спочатку з тактичних міркувань лавірував між протестантами і католиками. 1631 року вступив у союз з Швецією; в 1635 році вийшов з війни за допомогою Празького миру, придбавши Нижню і Верхню Лузацію.
Девізи вгорі: 
«Бог і Вітчизна» (нім. Gott und der Vaterlande)
«Господь — прапор мій» (нім. Der Herr ist mein Panier)
24. Йоганн Георг II. Правив 1656–1680 рр. Курфюрст Саксонії. Сучасник французького короля Людовіка XIV, при якому досяг апогею абсолютизм. Дрезден став культурним центром. Лейпцизький ярмарок став одним з найважливіших європейських ринків.
25. Йоганн Георг III. Правив 1680–1691 рр. Курфюрст Саксонії. Взяв участь у визволенні Відня від облоги турків.
26. Йоганн Георг IV. Правив 1691–1694. Курфюрст Саксонії.
27. Фрідріх Август I. Правив 1694–1733 роках як курфюрст Саксонії. З 1697 Король Польщі і Великий Князь Литви під ім'ям Август II, для чого прийняв католицтво. При ньому відбувся розквіт барочного мистецтва; заснована Майсенська порцелянова мануфактура. Дрезден досяг архітектурної кульмінації: побудований Цвінгер. Прізвисько отримав за величезну фізичну силу. Позолочена кінна статуя Августа знаходиться на площі Нойштадтер Маркт в Дрездені.
28. Фрідріх Август II. Правив 1733–1763 роках як курфюрст Саксонії, 1734–1763 рр як Король Польський і Великий князь Литовський під ім'ям Август III. При ньому поширилися корупція і вплив міністра графа Генріха фон Брюля. Саксонія розграбована пруськими військами Фрідріха II під час Семирічної війни (1756–1763). Протегував мистецтвам, придбав видатні твори для картинної галереї. Побудована католицька Придворна церква.
Девіз вгорі: 

«Пам'ятай про Провидіння» (лат. Providentiae Memor). Девіз Саксонського королівства до кінця його існування.
29. Фрідріх Крістіан. Правив 1763 р. Курфюрст Саксонії. Відсторонив Брюля. Розпочато великі конституційні реформи.
30. Фрідріх Август III Справедливий. Правив 1763–1827 роках як курфюрст Саксонії. Примкнув до Наполеона і вступив в Рейнський союз. Отримав Королівський статус в 1806 році і з тих пір правив як король Саксонії Фрідріх Август I. Зазнав поразки в Битві народів під Лейпцигом. Втратив 2/3 території на користь Пруссії. Пам'ятник знаходиться на Японській площі Дрездена.
31. Антон Добрий. Правив 1827–1836 рр. Король Саксонії. Революційні виступи 1830–1831 років призвели до встановлення конституційної монархії.
32. Фрідріх Август. Правив 1836–1854. Король Саксонії. Звільнив селян від кріпосної служби і наслідного вірнопідданства. У травні 1849 за допомогою прусських військ була пригнічена революція.
33. Йоганн. Правив 1854–1873 рр. Король Саксонії. У 1871 році Саксонія вступила в Німецьку імперію. Переклав під псевдонімом Філалет на німецьку мову «Божественну комедію» Данте. Кінна статуя знаходиться на Театральній площі Дрездена.
34. Альберт. Правив 1873–1902. Король Саксонії.
35. Георг. Правив 1902–1904. Король Саксонії.

Наприкінці процесії — художники, вчені, ремісники, шахтарі, селяни, учні Школи Хреста в Дрездені, студенти Вищої технічної школи Дрездена та університету Лейпцига. Один із художників, зображених на картині — майстер бідермейера Людвіг Ріхтер, а найостанніший — Вільгельм Вальтер власною персоною.
Завершує картину напис: Alter Stamm Sei Stets Erneut In Edler Fürsten Reihe, Wie Alle Zeit Dein Volk Dir Weiht Alte Deutsche Treue — «Тобі, древній рід, що вічно триває у благородній ряду князів, в усі часи твій народ присвячує старовинну німецьку вірність».

## Цікаві факти
- У більшості джерел зазначено лише 93 учасники процесії. 94-й учасник був виявлений зовсім недавно, в ході підготовки «живої картини»: він прихований свитою правителів, видно тільки його головний убір і прапор.
- Жіноча стать представлена в процесії єдиною дівчинкою.